# アーロン・ウェインライト
アーロン・ウェインライト（Aaron Wainwright、1997年9月25日 - ）は、ウェールズのラグビーユニオン選手。ユナイテッド・ラグビー・チャンピオンシップのドラゴンズに所属している。

## 経歴
10代の頃、ウェールズのサッカークラブであるカーディフ・シティFCとニューポート・カウンティAFCの両チームに所属していた。
カーディフ・メトロポリタン大学Cardiff Metropolitan Universityに進学し、 大学のラグビートーナメントであるBUCSスーパーラグビーBUCS Super Rugbyに出場した。
2017年、ドラゴンズに加入。
2018年6月10日、ウェールズ代表として、アルゼンチン代表戦で控えから出場し、代表初キャップを得る。
2019年10月20日、ラグビーワールドカップ2019準々決勝のフランス代表戦では、トライを挙げ、1点差で勝利。プレイヤー・オブ・ザ・マッチに選ばれた。
2022年、オールブラックスXVとの試合でバーバリアンズのメンバーに選ばれた。